# بوکوواتس (نووی ساد)
بوکوواتس (به لاتین: Bukovac) یک منطقهٔ مسکونی در کرواسی است که در پترو وارادین واقع شده‌است. بوکوواتس ۱۳٫۹۳ کیلومتر مربع مساحت و ۳٬۹۳۶ نفر جمعیت دارد.